# Molophilus (Austromolophilus) uptoni
Molophilus (Austromolophilus) uptoni is een tweevleugelige uit de familie steltmuggen (Limoniidae). De soort komt voor in het Australaziatisch gebied.